# Dorte Jensdatter
Dorte Jensdatter, née en 1672 et morte en 1722, est une Danoise brûlée vive par ses voisins, qui l'accusaient de sorcellerie.

## L'affaire
Dorte Jensdatter est célibataire et gagne sa vie en filant la laine dans le village d'Øster Grønning à Salling au Danemark. Elle est déjà soupçonnée d'avoir rendu malades par magie deux enfants et des bovins quand, après la mort d'un cheval en 1722, les soupçons se transforment en accusations. Le propriétaire du cheval et la mère d'un des enfants se saisissent de Dorte et organisent un procès clandestin avec des voisins. Elle y est estimée coupable de sorcellerie, et condamnée à mort. Les villageois la ligotent sur une chaise dans sa maison, à laquelle la mère met le feu. Elle meurt brûlée vive dans l'incendie.
Le crime fait l'objet d'une large publicité, et les deux instigateurs sont arrêtés pour meurtre et exécutés.
En 1722, la loi danoise n'avait pas encore dépénalisé la sorcellerie ; la dernière condamnation à mort pour ce  motif avait été prononcée en 1693.

## Dans la culture
Le lynchage de Dorte Jensdatter a inspiré à Christian Lassen Tychonius, prêtre né à Salling en 1680, un poème demeuré en circulation dans la région jusqu'au début du 20e siècle ; voici la première strophe de ce texte qui en compte douze :
Salling ! Honte à toi pour toujours 

Si, cependant, tu pouvais être sensible à la honte ; 

Un péché a été commis en ton sein, 

Tel que le ciel n'en avait pas vu de semblable auparavant; 

Maintenant comprenez que Dieu est en colère

Dans sa justice bénie

Il a trouvé l'action vile,
Cette ballade (qui était chantée à l'époque) a été composée avant le jugement. Tychonius est sous le coup de l'indignation que lui inspire le lynchage. Il considère la croyance dans la sorcellerie comme relevant de la superstition ; il est représentatif en cela de l'évolution de l'opinion dans l'élite du pays. L'oeuvre, intitulée «Gudelig Erindring til Salling-Boerne», fait partie du répertoire baroque.
Le célèbre écrivain nordique Ludvig Holberg, qui a vécu à Copenhague, fait référence à cette affaire Dorte Jensdatter dans sa pièce de théâtre La Sorcellerie ou la Fausse alerte, Hexerie eller Blind Allarm, 1723 (acte I scène 4).
Le meurtre de la «sorcière» de Salling, et l'exécution de ses assassins ont donné matière à une légende qui a été recueillie à la fin du XIXe siècle et consignée par un folkloriste, Evald Tang Kristensen. Le récit est entièrement favorable aux meurtriers ; il témoigne de la persistance de croyances locales dans la sorcellerie.